# Bağlama

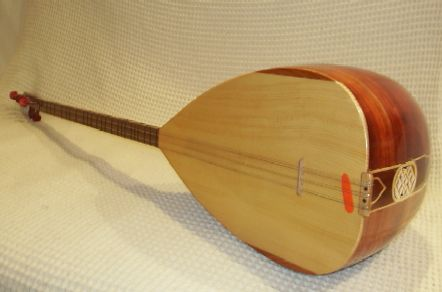
Baglama

Bağlama – instrument strunowy wywodzący się z kultury Bliskiego Wschodu. Jest to instrument progowy. Progi wykonane są z wałeczków. Bağlama rozpowszechniona jest pod różnymi nazwami głównie w takich krajach jak Turcja (saz), Grecja (buzuki), Iran (setar) czy Liban (buzuk). Grać na instrumencie można zarówno palcami jak i kostką. Bağlama wykonana jest z drewna. 7 metalowych strun stroi się akordowo przy czym na jednakowy dźwięk 3 pierwsze, następnie ten sam dźwięk dla 2 kolejnych i ten sam dla 2 następnych. Przykładowo tonacja H zaczynając od strun wiolinowych E; A; H.